# Nature Living
NATURE LIVING（ネイチャー・リビング）は、6人組の日本のエモ・ロックバンドである。バンド名の意味は特になく、単語の響きで決められたといわれている。

## 概要
1998年、SeiichiroとYuya（現START OF THE DAY）を中心に結成。結成当時は5人組だったが、2004年にキーボードAiが加入し現在の編成となる。スウェーデンのエモバンドであるSTARMARKET（スターマーケット）等、90年代に活躍していたエモバンドと呼ばれたアーティスト達のサウンドに影響を受け音楽活動を開始。主に全員で作詞・作曲を担当、新宿・渋谷を活動拠点とし2005年頃からは海外でもライブを行うようになる。
2000年に初の単独音源となるミニアルバム『THIRST FOR LUST』をP-Vine Recordsよりリリース。
2002年に2ndミニアルバム『THERE IS STILL SOME HOPE』をstrikesよりリリース後、2006年に初のフルアルバム『Thereof』をTheory&Practice Recordsよりリリース。なおTheory&Practice RecordsはボーカルSeiichiroが運営するインディーズ・レーベルであり、2008年までの全ての単独作品を同レーベルから発売している。その他にも、このレーベルからはFACT、START OF THE DAY、The Feather Side、waterweedなどのバンドが音源をリリースしている。
2010年、SAVI RECORDSにレーベルを移籍し、8月に2ndフルアルバム『ANONYMOUS』をリリースし、バンド名を大文字に改名。2005年以降のnature livingの単独作品のジャケットデザインはベースのTakashiによるもの。

## メンバー
- Seiichiro （清水 誓一郎） ボーカル担当。1974年12月12日生。東京都台東区出身。血液型B型。
- Konchi （近藤 理人） ギター・ボーカル担当。1980年2月7日生。血液型B型。
- Kenta （杉浦 賢太） ギター・コーラス担当。
- Takashi （中野 貴志） ベース・コーラス担当。
- Toru （渋谷 徹） ドラム担当。1979年7月4日生。血液型B型。
- Usa （宇佐美 尚子） キーボード・ボーカル担当。

## 元メンバー
- Yuya （田苗見 裕也） ギター・コーラス担当。1980年2月27日生。埼玉県出身。現START OF THE DAY。
- Nao （枡谷 直） ギター・コーラス担当。1980年10月30日生。埼玉県川口市出身。血液型A型。
- Ai （石野田 愛） キーボード担当。1979年11月27日生。千葉県出身。
- Kayo （小泉 佳代） キーボード・ボーカル担当。1981年1月17日生。東京都足立区出身。血液型A型。

## 交友関係
START OF THE DAYとは交友が深い。

## ディスコグラフィー

### フルアルバム
1. Thereof (2006年6月7日) Theory&Practice Records
2. After all (2008年3月19日) Theory&Practice Records
3. ANONYMOUS (2010年8月18日) SAVI RECORDS

### ミニアルバム
1. THIRST FOR LUST (2000年11月15日) P-Vine Records
2. THERE IS STILL SOME HOPE (2002年06月26日) strikes
3. something need to be said about it (2005年1月31日) Gods Child Music
4. SIGN OF BRIGHT (2007年05月23日) Theory&Practice Records オリコン257位

### デジタルシングル
1. Let me sleep on it (2015年07月08日) Theory&Practice Records

### スプリット
1. This day, this means (2005年2月9日) Theory&Practice Records
  - FACTとのスプリットアルバム
2. TWILIGHT QUARTETTE NOTE.1 (2007年6月20日) TWILIGHT RECORDS
  - ASIAN HAND、NewStartingOver、STRIPE EFFECTとのスプリットアルバム
3. When the light goes out (2008年4月23日) Theory&Practice Records
  - waterweedとのスプリットアルバム
4. A Decade in Three Ways (2009年5月13日) ZESTONE RECORDS
  - evylock、LOSTとのスプリットアルバム

### オムニバス
1. EAT MOOLGUY (2000年12月10日) MOOLGUY RECORDS
  - 5. Subdued light
2. heartstrings (2002年4月10日) heartstrings records
  - 11. Subdued Light
  - 12. Afterthought
3. EAT MOOLGUY Vol.2 (2002年10月8日) MOOLGUY RECORDS
  - 7. OVER THERE
4. Lose All Reason (2003年6月4日) ONE WAY
  - 3. Reason For Destruction
  - 4. Over My Head
5. TWILIGHT AIRLINES flight 1 (2004年4月28日) TWILIGHT RECORDS
  - 9. Far side of the sun
6. Gods Child Music 2004 Sampler (2004年12月31日) Gods Child Music
7. THIS IS INDIE ROCK The Best Bands You've Never Heard - Volume Two (2005年5月10日) Deep Elm Records
  - 11. Nothing Of The Sort
8. PUNK ROCK SAMPLER YOUTH MOVEMENT '05 (2005年6月22日) BUDDY RECORDS
  - 9. Far side of the sun
9. PUNK ROCK SOUNDTRACKS Vol.3 [限定10000枚] (2005年7月20日) KICK ROCK MUSIC
  - 2-13. Time to wind it up
10. ...of newtypes (2005年10月12日) RX-RECORDS
  - 8. Time to wind it up
  - 14. Last page of my mind
11. SPILL THE BEANS!! (2006年10月25日) EVOL RECORDS
  - 5. Fine sensibilities
12. TRIBUTE TO LAST DAYS OF APRIL (2007年2月21日) EVOL RECORDS
  - 1. All will break
13. PUNK ROCK SOUNDTRACKS VOL.05 [初回生産限定盤] (2007年6月20日) KICK ROCK MUSIC
  - 2-10. This is for us
14. TRUST MUSIC TOUR VOL.1 (2007年8月22日) TRUST RECORDS
  - 2-4. This is for us
15. THIS IS FOREVER The B-sides Collection / Tribute to TAKEN (2008年1月15日) FALLING LEAVES RECORDS
  - 2-3. Overshadowing at 100 East
16. chaos theory (2008年2月6日) Theory&Practice Records
  - 1. this time
17. Tribute to The Get Up Kids (2009年3月25日) EVOL RECORDS
  - 11. Red Letter Day